# Epascestria pictalis
Epascestria pictalis là một loài bướm đêm trong họ Crambidae.